# Ram Singh di Bharatpur
Ram Singh (Bharatpur, 21 settembre 1873 – Agra, settembre 1929) fu maharaja di Bharatpur dal 1893 al 1900.

## Biografia
Nato a Bharatpur il 21 settembre 1873, Ram Singh era figlio secondogenito del maharaja Jashwant Singh e della sua seconda moglie, la maharani Darya Kaur. Il 12 dicembre 1893, alla morte di suo padre, venne chiamato a succedergli, venendo incoronato il 25 dicembre di quello stesso anno.
Circondato da consiglieri incapaci e deteriorato nella salute mentale da problematiche che andavano peggiorando negli anni, il 10 agosto 1900 venne ufficialmente sospeso dal trono dopo aver dato ordine di uccidere uno dei suoi servitori personali, il suo barbiere, che egli pensava lo volesse uccidere. Dopo la sua deposizione, venne esiliato ad Agra dal 27 agosto 1900.
Ad Agra, Bharatpur prese residenza stabile e ivi morì nel settembre del 1929.

## Matrimonio e figli
Sposò in prime nozze a Lohagarh, Bharatpur, il 17 aprile 1884 la maharani Kishan Kaur, figlia dello Zamindar di Tepera, nel distretto di Aligarh. In seconde nozze sposò la maharani Girraj Kaur il 1 gennaio 1918.
Ebbe due figli e due figlie. I due figli furono il maharaja Kishan Singh e Rao Raja Giriraj Singh, mentre le figlie furono Gajindar Kaur e Gokul Kaur.